# Lohnsummensteuer
Eine Lohnsummensteuer ist eine Steuer, die nach der Summe aller gezahlten (Brutto-)Löhne in einem Unternehmen berechnet wird. Die Steuer ist heute im deutschsprachigen Raum nicht mehr in Gebrauch.

## Bundesrepublik Deutschland
In der Bundesrepublik wurde die Lohnsummensteuer mit Wirkung ab dem 1. Januar 1980 durch das Steueränderungsgesetz 1979 (StÄndG 1979 – Gesetz zur Änderung des Einkommensteuergesetzes, des Gewerbesteuergesetzes, des Umsatzsteuergesetzes und anderer Gesetze vom 30. November 1978, BGBl I 1978, 1849 = BStBl I 1978, 479) wegen der damit verbundenen negativen Beschäftigungseffekte (Steuer auf die Bereitstellung von Arbeitsplätzen) abgeschafft. Die Lohnsummensteuer war eine besondere Form der Gewerbesteuer. Sie knüpfte an die Summe der Vergütungen an die Arbeitnehmer der in der betreffenden Gemeinde liegenden Betriebsstätte an. Der Steuermessbetrag betrug 2 Promille der Lohnsumme. Dieser Steuermessbetrag wurde mit dem Hebesatz der Gemeinde multipliziert. Die Unternehmen hatten eine monatliche oder vierteljährliche Erklärung abzugeben, in der die Steuer selbst zu berechnen war.

## DDR
Nach § 3 Abs. 1 Satz 1 des Gesetzes über die Besteuerung der Handwerker vom 16. März 1966 --HandwBestG DDR-- (Gesetzblatt --GBl-- DDR I 1966, 71) war in der DDR bis zum 30. Juni 1990 eine Lohnsummensteuer als Bestandteil der Handwerkssteuer zu erheben.

## Österreich
In Österreich wurde die Lohnsummensteuer mit Wirkung ab 1. Jänner 1994 durch die ähnlich gestaltete Kommunalsteuer ersetzt. Sie war eine der wenigen Gemeindeabgaben, die auch direkt von der Gemeinde eingehoben wurde. Sie wurde von der Bruttolohnsumme eines Betriebes berechnet und war jeweils am 15. des Monats fällig. Für Kleinbetriebe gab es eine Ermäßigung, nach der bis zu einem bestimmten Betrag keine Abgabenpflicht herrschte. Die Steuer betrug zuletzt 3 % der Bruttolohnsumme. Die Steuer war jeweils beim Betriebsstandort zu entrichten. Hatte der Betrieb mehrere Standorte, waren die Beträge nach der Zahl der Mitarbeiter aufzuteilen. In Wien wurde ab 1970 zusätzlich noch die Dienstgeberabgabe – umgangssprachlich U-Bahnsteuer – eingehoben. Sie wurde im Jahr 2012 von 73 Cent auf 2 Euro erhöht.

## Kanada
Seit 1. Januar 1990 erhebt der Krankenversicherungsträger in der Provinz Ontario (Ontario Health Insurance Plan – OHIP) von den Arbeitnehmern keine Beiträge mehr. Die Beiträge wurden durch eine Lohnsummensteuer (Employer Health Tax) ersetzt.